# Charles Louis de Lorraine
Charles Louis de Lorraine (* 21. Oktober 1696; † 2. November 1755 in Paris), genannt Prince de Pons, war ein französischer Adliger und Militär.
Er war Comte de Marsan (1708), Prince de Mortagne, Seigneur de Pons, Souverain de Bédeille, Marquis de Mirambeau, Baron de Coaraze etc.

## Leben
Charles Louis de Lorraine war der älteste Sohn von Charles de Lorraine, comte de Marsan († 1708) und Catherine Thérèse Goyon de Matignon († 1699). Er trat am 10. März 1714 bei den Musketieren ein, kämpfte 1717 in Ungarn im Venezianisch-Österreichischen Türkenkrieg und wurde am 15. März 1718 zum Oberst des Régiment de Boufflers ernannt, das nun Régiment de Pons genannt wurde. Am 3. Juni 1724 wurde er Ritter im Orden vom Heiligen Geist.
Zu Beginn des Polnischen Thronfolgekriegs (1733–1738) nahm er im Oktober 1733 an der Belagerung der Festung Kehl teil. Er wurde am 20. Februar 1734 zum Brigadier ernannt und am 1. April 1734 in die Rhein-Armee abgeordnet, wo er am Angriff auf die Ettlinger Linie (Mai 1734) und an der Belagerung von Philippsburg (Juni/Juli 1734) teilnahm. Ab 1. Mai 1735 gehörte er erneut zur Rhein-Armee, trat dann aber sein Regiment (das ab jetzt Régiment de Marsan genannt wurde) an seinen Sohn Gaston ab. Am 1. Mai 1738 wurde er zum Maréchal de camp befördert.
Im Österreichischen Erbfolgekrieg (1740–1748) wurde er am 1. August 1741 zur Maas-Armee versetzt und Marschall Maillebois unterstellt. Er marschierte mit der 2. Division der Armee, die am 31. August 1741 in Sedan aufbrach, führte sie nach Westfalen und verbrachte den Winter in der Region um Jülich. Als die Westfalen-Armee nach Böhmen zog, marschierte er mit der 1. Division und war an einigen Scharmützeln beteiligt, die stattfanden, um die Flussübergänge zu erzwingen. Er verbrachte den Winter in Bayern, kehrte im Juli 1743 mit der 1. Division der Armee nach Frankreich zurück und beendete den Feldzug im Unterelsass unter dem Marschall Noailles. Am 1. April 1744 wurde er in der Armee des Königs in Flandern eingesetzt. Am 2. Mai 1744 wurde er zum Lieutenant-général des Armées du Roi ernannt, diente aber noch als Maréchal de camp bei der Belagerung von Menen. Am 7. Juni wurde seine Beförderung veröffentlicht, so dass er als Lieutenant-général an der Belagerung von Ypern teilnahm und die Truppen in Dixmuide (1744) und während der Belagerung von Veurne befehligte. Am 1. Juli wurde er in die Flandern-Armee unter dem Befehl des Marschalls von Sachsen versetzt und beendete dann den Feldzug im Feldlager von Kortrijk. Während der Feldzüge von 1745, 1746 und 1747 gehörte er zur Armee des Königs in Flandern; er nahm an der Belagerung von Tournai (April bis Juni 1745) teil, kämpfte in der Schlacht bei Fontenoy (11. Mai 1745), diente bei der Belagerung von Namur (September 1746) und kämpfte in den Schlachten von Roucourt (11. Oktober 1746) und Lauffeldt (2. Juli 1747). Mit dem Frieden von Aachen (18. Oktober 1748) beendete er seine militärische Laufbahn.
Charles Louis de Lorraine starb im November 1755 in Paris. Er wurde im Kapuzinerkonvent Paris bestattet.

## Ehe und Familie
Charles Louis de Lorraine heiratete am 1. März 1714 in Paris Elisabeth de Roquelaure (* 1696/97; † 25. März 1752 in Laversine bei Chantilly), Tochter von Antoine-Gaston de Roquelaure, 2. Duc de Roquelaure, Pair de France, Maréchal de France, und Marie-Louise de Montmorency-Laval. Ihre Kinder waren:
- Léopoldine Elisabeth Charlotte (* 2. Oktober 1716), genannt Mademoiselle de Pons, 1727 Kanonikerin zu Remiremont; ⚭ 1. März 1733 Joaquin Alvaro Lopez de Zuñiga, 12. Duque de Béjar, Conde de Belcazar, 9. Marqués de Sarria, 13. Conde de Lemos (* 18. April 1715; † 10. Oktober 1777[6] in Madrid)
- Louise Henriette Gabrielle (* 30. Oktober 1718 in Paris; † 4. September 1788 ebenda), genannt Mademoiselle de Marsan, um 1733 Kanonikerin zu Remiremont; ⚭ 27. September 1743[7] Godefroi Charles Henri de La Tour d’Auvergne, Comte d’Évreux, Prince de Turenne, 1771/91 10. Duc de Bouillon, 5. Duc d’Albret et de Château-Thierry, Pair de France, Grand Chambellan de France (* 26. Januar 1728 in Paris; † 3. Dezember 1792 auf Château de Navarre, Évreux)
- Gaston Jean-Baptiste Charles (* 7. Februar 1721 in Paris; † 1. Mai 1743[8] in Straßburg), Comte de Marsan, bestattet im Straßburger Münster; ⚭ 14. Juni 1736[9] Marie Louise de Rohan (* 7. Januar 1720; † 4. März 1803 in Linz), 1739/61 Comtesse de Walhain, Tochter von Jules François Louis de Rohan, 3. Prince de Soubise, und Anne Julie Adélaide de Melun
- Françoise Marguerite Louise Elisabeth (* 1. Januar 1723 in Paris; † 1764), genannt Mademoiselle de Mirambeau, ab 1743 Mademoiselle de Marsan, Kanonikerin zu Remiremont
- Louis Joseph (* 5. Oktober 1724[10] in Paris; † 13. Januar 1727[11]), genannt Chevalier de Lorraine Malteserordensritter
- Louis Camille (* 18. Dezember 1725[12] in Paris; † 12. April 1782 ebenda), genannt Prince Camille, ab Februar 1762 Prince de Marsan, Comte de Marsan, Prince de Puyguilhem, Comte de Pontgibault, Baron de Saint-Barthélemy, Seigneur de Pons; ⚭ 1759 Julie Hélène Rosalie Mancini-Mazarin (* 13. September 1742[13]; † 15. November 1780), Tochter von Louis Jules Mancini, Duc de Nevers, Prince de Vergagne, und Hélène Angélique Françoise Phélypeaux de Pontchartrain (Haus Mazarin-Mancini)